# Kvåsefjorden
Le Kvåsefjorden est un fjord de 8 km de long formant une partie du comté norvégien d'Agder, notamment entre les municipalités de Lillesand et Kristiansand.
Ce fjord est le théâtre d'une terrible tempête dans la nouvelle Tempêtes de Karen Blixen, inspirée de La Tempête de William Shakespeare.